# Kotliszowice
Kotliszowice (niem. Kottlischowitz) – wieś sołecka w Polsce położona w województwie śląskim, w powiecie gliwickim, w gminie Toszek.
Wierni Kościoła rzymskokatolickiego należą do parafii św. Katarzyny Aleksandryjskiej w Toszku.
W latach 1975–1998 miejscowość administracyjnie należała do województwa katowickiego.

## Nazwa
W księdze łacińskiej Liber fundationis episcopatus Vratislaviensis (pol. Księga uposażeń biskupstwa wrocławskiego) spisanej za czasów biskupa Henryka z Wierzbna w latach 1295–1305 miejscowość wymieniona jest jako wieś założona na prawie polskim iure polonico w formie Cutlissowitz we fragmencie Cutlissowitz decima solvitur more polonico.
Heinrich Adamy swoim dziele o nazwach miejscowości na Śląsku wydanym w 1888 roku we Wrocławiu wymienia jako najstarszą zanotowaną nazwę miejscowości Kotlischowice podając jej znaczenie „Kesselschmeide”, czyli po polsku „Kotlarnia”. W alfabetycznym spisie miejscowości na terenie Śląska wydanym w 1830 roku we Wrocławiu przez Johanna Knie wieś występuje pod niemiecką nazwą Kottlischowitz. Spis wymienia również części wsi: folwark Trembaczow oraz młyn wodny o nazwie – Zielony Młyn.
W okresie hitlerowskiego reżimu w latach 1936-1945 nazistowska administracja III Rzeszy zmieniła nazwę miejscowości na nową, całkowicie niemiecką – Keßlern.

## Przysiółki
Przysiółki należące do wsi Kotliszowice:
- Brzezina